# Międzyamerykański Bank Rozwoju
Międzyamerykański Bank Rozwoju (ang. Inter-American Development Bank) – bank rozwoju wielostronnego z siedzibą w Waszyngtonie. Powstał w 1959 roku aby wspierać rozwój gospodarczy i społeczny Ameryki Łacińskiej i Karaibów.

## Struktura
Bank jest własnością 48 państw członkowskich. Na jego czele stoi Rada Gubernatorów, która przekazuje nadzór nad operacjami bankowymi zarządowi. Każdy kraj członkowski ma swojego przedstawiciela w Radzie Gubernatorów, a jego prawo głosu jest proporcjonalne do wielkości kapitału, który wnosi dane państwo. 
Prezydent banku jest wybierany przez Radę Gubernatorów na okres 5 lat, pełni on funkcję reprezentanta prawnego a także kieruje codzienną działalnością banku.

### Państwa członkowskie
Międzyamerykański Bank Rozwoju powstał jako związek 19 państw Ameryki Łacińskiej i Stanów Zjednoczonych. W ciągu następnych lat liczba państw członkowskich powiększała się i obecnie jest ich 47. Państwa członkowskie dzielą się na 2 grupy. Od państw członkowskich wymagany jest zapis na akcje a także wkład do funduszu na operacje specjalne.
Państwa pożyczkobiorcy
26 państw Ameryki Łacińskiej i Karaibów. Aby należeć do tej grupy państwo musi być wcześniej członkiem Organizacji Państw Amerykańskich. W sumie państwa te mają 50,02% głosów w zarządzie instytucji. Od 1999 roku istnieje podział tych państw na dwie grupy, aby ułatwić kontrolę dystrybucji pożyczek:
- Grupa I (państwa, którym w sumie udzielane jest 65% pożyczek):

Argentyna, Bahamy, Barbados, Brazylia, Chile, Meksyk, Trynidad i Tobago, Urugwaj, Wenezuela
- Grupa II (państwa, którym z racji ich mniejszego wkładu udzielane jest w sumie 35% pożyczek):

Belize, Boliwia, Dominikana, Ekwador, Gwatemala, Gujana, Haiti, Honduras, Jamajka, Kolumbia, Kostaryka, Nikaragua, Panama, Paragwaj, Peru, Salwador, Surinam
Oprócz pożyczek bank powinien też przekazywać 50% swoich transakcji i 40% swoich środków na programy społeczne promujące równość społeczną i mające na celu walkę z ubóstwem.
Państwa nieotrzymujące pożyczek
Są to państwa spoza regionu, które, aby należeć do banku, muszą być również członkami Międzynarodowego Funduszu Walutowego. Państwa te nie otrzymują pożyczek, a ich korzyści z członkostwa wynikają z możliwości dostarczania dóbr i usług w ramach projektów finansowanych przez bank. Są to:

- Stany Zjednoczone
- Kanada
- Japonia
- Izrael
- Korea Południowa
- Austria
- Belgia
- Chorwacja
- Dania
- Finlandia
- Francja
- Hiszpania
- Holandia
- Niemcy
- Norwegia
- Portugalia
- Słowenia
- Szwajcaria
- Szwecja
- Wielka Brytania
- Włochy

Rozkład głosów:
- Stany Zjednoczone – 30%
- Kanada – 4%
- Japonia – 5%
- pozostałe państwa – 11%

### Kapitał
Kapitał zwykły banku wynosi 101 mld USD, z czego 4,3% to bezpośredni wkład państw członkowskich, a 95,7% to kapitał wypłacany na żądanie, zagwarantowany przez rządy państw członkowskich.

## Działalność
Celem banku jest wspieranie zrównoważonego rozwoju gospodarczego i społecznego w krajach Ameryki Łacińskiej i na Karaibach poprzez:
- pożyczki
- kierowanie inicjatywami regionalnymi
- badania i szerzenie wiedzy

Ponadto, współpracuje przy tworzeniu strategii rozwoju, dostarcza pomoc techniczną i finansową potrzebną do osiągnięcia zrównoważonego wzrostu gospodarczego i zwiększenia konkurencyjności.
W przeciwieństwie do innych programów pomocy, udziela pożyczek oprocentowanych według stopy procentowej, która zależy od kosztów uzyskania środków na rynkach kapitałowych.